# سیارک ۶۳۱۸
سیارک ۶۳۱۸ (به انگلیسی: 6318 Cronkite، نامگذاری:1990WA) شش هزار و سیصد و هجدهمین سیارک کشف شده‌است که در ۱۸ نوامبر ۱۹۹۰ کشف شد.
قدر مطلق سیارک برابر ۱۵٫۸۰ است.